# Fortune carrée
Pour l’article homonyme, voir Fortune carrée (roman).
Pour plus de détails, voir Fiche technique et Distribution.
Fortune carrée est un film en coproduction franco-italienne de Bernard Borderie, sorti en 1955. Il s'agit d'une adaptation du roman éponyme de Joseph Kessel qui a également écrit le scénario du film.

## Synopsis
Alors qu'il instruit l'armée des Amiris, Igricheff s'oppose à la décision du Cadi d'équiper les soldats d'armes automatiques livrées par un trafiquant français, Mortdhom. Renvoyé comme traître, il décide de se venger en rejoignant la tribu adverse, les Ghafaris. Mais cette dernière, minoritaire, est vaincue et il se retrouve prisonnier. Yasmina, jeune esclave, l'aide à s'évader et il ne peut que se réfugier sur le bateau de Mortdhom. Après quelques confrontations, les deux hommes finissent par se réconcilier et poursuivent leurs aventures.

## Fiche technique
- Titre original : Fortune carrée
- Réalisation : Bernard Borderie
- Scénario : Joseph Kessel
- Décors : René Moulaert
- Photographie : Nicolas Hayer
- Son : Louis Hochet
- Montage : Jean Feyte
- Musique : Paul Misraki
- Production : Raymond Borderie, Adrien Remaugé, Pierre Cabaud, René Bezard, Goffredo Lombardo
- Sociétés de production : 
  -  : CICC Films Borderie, Pathé Films
  -  : Titanus Produzione, Noria Film
- Société de distribution : Pathé Consortium Cinéma
- Pays d’origine :  France
- Langue originale : français
- Format : couleur (Eastmancolor) — 35 mm — 2,35:1 (CinemaScope) — son Mono
- Genre : film d'aventure
- Durée : 130 minutes
- Dates de sortie : 
  - France : 16 mars 1955
  - Italie : 21 avril 1955
- D'après les affiches du film, c'est le 1er film français d'aventure en Cinemascope. (après Oasis et Je reviendrai à Kandara)
- Affiche : Jacques Bonneaud (France)

## Distribution
- Pedro Armendáriz (VF : Jean-Henri Chambois) : Igricheff
- Paul Meurisse : Mordhom
- Folco Lulli (VF : Gregoire Aslan) : Hussein
- Anna Maria Sandri : Yasmina
- Fernand Ledoux : Le cadi
- Léopoldo Francès : Abdi